# Liste der Kulturdenkmäler in Mainz-Finthen
In der Liste der Kulturdenkmäler in Mainz-Finthen sind alle Kulturdenkmäler im Ortsbezirk Finthen der rheinland-pfälzischen Stadt Mainz aufgeführt. Grundlage ist die Denkmalliste des Landes Rheinland-Pfalz (Stand: 5. Dezember 2023).

## Denkmalzonen
| Bezeichnung                       | Lage                                                                                            | Baujahr                 | Beschreibung | Bild                           |
| --------------------------------- | ----------------------------------------------------------------------------------------------- | ----------------------- | --- | ------------------------------ |
| Denkmalzone Bierothstraße         | Bierothstraße 1–11 (ungerade Nummern), Poststraße 40, Veitstraße 1, 2, 3 Lage                   | um 1900                 | geschlossene regelmäßige Bebauung mit eineinhalb- bis zweigeschossigen spätgründerzeitlichen Kleinhäusern, um 1900 | weitere Bilder Fotos hochladen |
| Denkmalzone Ortskern Finthen      | Kirchgasse 2, 4, 6, 8, Borngasse 1, Poststraße 48, 53, 55, Jungenfeldstraße ohne Nummer Lage    | 18. bis 20. Jahrhundert | historischer Ortsmittelpunkt mit Kirche, ehemaligem Rathaus, alter Schule, ehemaligem Adelshof der Gedult von Jungenfeld, ehemaliger Knabenschule, ehemaligem katholischem Pfarrhof sowie ein- und zweigeschossigen Wohn- und Geschäftshäuser, 18., 19. und 20. Jahrhundert                                                    | Fotos hochladen                |
| Denkmalzone Poststraße 3–9        | Poststraße 3–9 (ungerade Nummern), Kurmainzstraße 2, Flugplatzstraße 1, 2, Adlergasse 9/11 Lage | 19. und 20. Jahrhundert | historische Eingangssituation zum engeren Kernbereich des Dorfes mit traditionell organisierten Hofanlagen (Poststraße 3, 5, 7, 9, Kurmainzstraße 2, 19. Jahrhundert), ehemaliger Poststation „Gasthaus zum Adler“ (Flugplatzstraße 1, 1850), und villenartigen Wohnhäusern (Adlergasse 9/11, Flugplatzstraße 2, 1920er Jahre) | weitere Bilder Fotos hochladen |
| Denkmalzone Poststraße 33, 35, 37 | Poststraße 33, 35, 37 Lage                                                                      | 19. Jahrhundert         | Baugruppe des 19. Jahrhunderts aus Hakenhof, erste Hälfte des 19. Jahrhunderts; Wohnhaus, Bruchstein-Scheune, 19. Jahrhundert; eineinhalbgeschossiges Tagelöhnerhaus, Mitte des 19. Jahrhunderts; sandsteingegliedertes Wohnhaus, drittes Viertel des 19. Jahrhunderts                                                         | weitere Bilder Fotos hochladen |

## Einzeldenkmäler
| Bezeichnung                                         | Lage                                   | Baujahr                              | Beschreibung | Bild                           |
| --------------------------------------------------- | -------------------------------------- | ------------------------------------ | --- | ------------------------------ |
| Obstmarkthalle                                      | Am Obstmarkt 2 Lage                    | 1925                                 | langgestreckter Backsteinbau mit historisierender Rotklinkerfassade, bezeichnet 1925 | Fotos hochladen                |
| Erweiterungsbau der Obstmarkthalle                  | Am Obstmarkt 2, Kurmainzstraße 17 Lage | 1936                                 | unterkellerter Erweiterungsbau der Obstmarkthalle, Rotklinkerfassade, 1936 | Fotos hochladen                |
| Hofanlage                                           | Am Obstmarkt 4 Lage                    | drittes Viertel des 19. Jahrhunderts | Hakenhof, drittes Viertel des 19. Jahrhunderts; eineinhalbgeschossiger sandsteingegliederter Bruchsteinbau, Bruchstein-Scheune | Fotos hochladen                |
| Wohn- und Geschäftshaus                             | Am Obstmarkt 31 Lage                   | 1868                                 | repräsentativer Krüppelwalmdachbau, teilweise Zierfachwerk, 1868, Aufstockung, Renaissance- und Jugendstilmotive, 1913 wohl von Jacob Struth; straßenbildprägend | Fotos hochladen                |
| Spritzenhaus                                        | Bierothstraße 3 Lage                   | 1910                                 | ehemaliges Spritzenhaus; Bruchsteinbau, teilweise verbrettert, bezeichnet 1910, von Kreisbauinspektor Lucius | Fotos hochladen                |
| Kreuzigungsgruppe und Grabmal                       | Kettelerstraße, auf dem Friedhof Lage  | um 1910                              | barockisierende Kreuzigungsgruppe auf Unterbau, bezeichnet J. Struth Finthen, wohl um 1910; Grabmal Familie J. Struth, monumentale Anlage mit Christusrelief, 1915 | weitere Bilder Fotos hochladen |
| Kriegerdenkmal                                      | Kirchgasse Lage                        | 1939                                 | Kriegerdenkmal 1914/18 und 1939/45; Muschelkalkquaderstele mit Eisernem Kreuz, 1939 von Peter Dienstdorf, Wiesbaden, 1960 erweitert mit Stützenkranz mit Architrav, Beton | Fotos hochladen                |
| Kriegerdenkmal                                      | Kirchgasse Lage                        | 1875                                 | Kriegerdenkmal 1870/71; reliefierter Rotsandsteinobelisk, bezeichnet 1875 | Fotos hochladen                |
| Katholische Pfarrkirche St. Martin                  | Kirchgasse 4 Lage                      | 1852–54                              | neuromanische dreischiffige Pseudobasilika, 1852–54 von Joseph Roedler, Mainz, Westturm spätgotisch, bezeichnet 1519, gotisierendes Obergeschoss 1910 wohl von Ludwig Becker, Mainz; am Turm Sandsteinkruzifix, bezeichnet 1763; ortsbildprägend | Fotos hochladen                |
| Grundschule Mainz-Finthen                           | Lambertstraße 14 Lage                  | 1896                                 | ehemalige Mädchenschule; zweiteiliger gründerzeitlicher Klinkerbau, 1896 | Fotos hochladen                |
| Wegekreuz                                           | Poststraße, bei Nr. 3 Lage             | 1779                                 | Wegekreuz, spätbarock, bezeichnet 1779 | Fotos hochladen                |
| Jungenfeldsches Haus                                | Poststraße 48 Lage                     | 1719                                 | dreigeschossiger barocker Walmdachbau, bezeichnet 1719, Aufstockung 1886 | Fotos hochladen                |
| Sparkasse                                           | Poststraße 55 Lage                     | um 1600                              | ehemaliges Rathaus; Krüppelwalmdachbau, im Kern eventuell um 1600, barocker Umbau im frühen 18. Jahrhundert; straßenbildprägend | Fotos hochladen                |
| ehemaliges Rathaus                                  | Poststraße 69 Lage                     | Mitte des 19. Jahrhunderts           | ehemaliges Rathaus; 1928/29 Umbau eines Wohnhauses, im Kern aus der Mitte des 19. Jahrhunderts, in barockisierendem Heimatstil, bezeichnet 1928, vom Hochbauamt Mainz | Fotos hochladen                |
| Kloster der Schwestern von der Göttlichen Vorsehung | Poststraße 71 Lage                     | 1853 ff.                             | historistische Baugruppe, bestehend aus: Schwesternhaus, gotisierender Quaderbau, Treppengiebel, 1853 ff., Erweiterung in den 1920er Jahren; Kapelle, neugotischer Ziegelbau, 1886/87 von Franz Schäfer; ehemalige Kleinkinder-Anstalt, zweiflügeliger Krüppelwalmdachbau, Jugendstilmotive, 1906; ehemalige Wirtschaftsgebäude, Backstein, Treppengiebel, Ende des 19. Jahrhunderts; an der Einfriedung ehemalige Totenkammer, um 1910; Heiligenhäuschen, 1920er Jahre | weitere Bilder Fotos hochladen |
| Villa Claß                                          | Prunkgasse 79 Lage                     | um 1850                              | Putzbau, um 1850, Aufstockung, Erker und Altan nach 1900, Giebelfassade mit Jugendstilmalereien | Fotos hochladen                |
| Skulpturen                                          | Rosmerthastraße, in Nr. 46 Lage        | 14. Jahrhundert                      | in der Katholischen Kirche St. Hedwig: spätgotisches Sakramentshäuschen, 14. Jahrhundert; spätgotische Figurengruppe (heilige Sippe), frühes 16. Jahrhundert, neugotisches Gehäuse | weitere Bilder Fotos hochladen |
| Hessendenkmal                                       | Sertoriusring Lage                     | 1858                                 | reliefierter Sandsteinobelisk auf Bruchsteinsockel, bezeichnet 1858, bauzeitliche Einfriedung | Fotos hochladen                |
| Wasserbehälter                                      | östlich des Ortes am Gonsbach Lage     | 1900                                 | anspruchsvoller barockisierender Putzbau, 1900 von der Kulturinspektion Mainz | Fotos hochladen                |
| Wegekapelle                                         | westlich des Ortes am Rötherweg Lage   | 19. Jahrhundert                      | Putzbau, 19. Jahrhundert; Sandsteinkruzifix mit Bronzekorpus | Fotos hochladen                |